# Corydoras stenocephalus
Corydoras stenocephalus är en fiskart som beskrevs av Eigenmann och Allen 1942. Corydoras stenocephalus ingår i släktet Corydoras och familjen Callichthyidae. Inga underarter finns listade i Catalogue of Life.